# Гинтарас Янушявичус
Гинтарас Янушявичус (на литовски: Gintaras Januševičius) е литовски и германски пианист.
Известен е с виртуозните изпълнения на произведенията на Сергей Рахманинов, както и на Фредерик Шопен, Ференц Лист и редица други композитори.

## Биография
Янушявичус е роден в Москва в семейството на музиканти, завършили Московската консерватория. Баща му (литовец) е тромпетист, а майка му (татарка) – композитор. Семейството му се премества да живее в Литва, през 1987 г. Гинтарас започва своето музикално образование, когато е на 4 години. Негови педагози в Литва са били Валентина Потеенко (1990 – 1993), Вале Куликаускене (1993 – 1998) и Георги Бялобжески (1998 – 2004).
През 2004 г. той постъпва в Академията в Хановер (Германия) в класа на известния пианист и професор, Владимир Крайнев. След смъртта на професора, от ноември 2011 г. Гинтарас продължава обучението си в класа на известния немски пианист и професор Бернд Гьоцке, последният ученик на Артуро Бенедетти-Микеланджели. Важно участие в музикалното израстване на Янушявичус вземат пианистът Лазар Берман и съпругата му Валентина Берман.
Янушявичус дебютира в оркестър когато е на 15 години. До днес Гинтарас е изпълнил много фортепианни концерти, включително от Моцарт, Бетовен, Лист, Чайковски, Дмитрий Шостакович, Равел, и т.н. с повече от 30 оркестъра, сред които са Монреалският симфонически оркестър, Московският Държавен академически симфоничен оркестър, Камерният оркестър на Литва, Националният филхармоничен оркестър на Литва, Шънджънският симфоничен оркестър, Националният симфоничен оркестър на Естония и т.н. Той е концертирал в известни зали, като „Auditorio Nacional de Música“ в Мадрид, „Palau de la Musica Catalana“ в Барселона, „Salle Wilfried Pelletier“ в Монреал, концертна зала „Естония“ в Талин, „Salle Cortot“ в Париж и т.н. Негови солови концерти са организирани в повечето градове на Литва, а също и в Берлин, Москва, Варшава, Кишинев, Хамамацу и други.
Янушявичус е участвал в няколко известни фестивали, между които – Международният Фестивал на Шопен в Душники-Здруй (Полша), Международният музикален фестивал в Безансон (Франция), Braunschweig Classix, Dresdner Musikfestspiele (Германия) и т.н. От 2008 г. Янушявичус е художествен ръководител на серия концерти „Plathner’s Eleven“, а също и на едноименния Международен конкурс на композиторите в Хановер. От 2009 г. е канен да провежда уроци по майсторство в Япония, Китай, Израел, Румъния и Молдова. През пролетта на 2012 г. той дебютира като член на журито на международния конкурс на пианистите в Майорка, Испания.